# Зорянский сельский совет (Пятихатский район)
Зорянский сельский совет (укр. Зорянська сільська рада) — входит в состав
Пятихатского района
Днепропетровской области
Украины.
Административный центр сельского совета находится в 
пос. Заря.

## Населённые пункты совета
- пос. Заря
- пос. Авангард
- с. Зелёный Луг
- с. Касиновка
- с. Осыковатое
- с. Петровка